# Karlesbach
Der Karlesbach ist ein Bach in der Gemeinde Matrei in Osttirol (Bezirk Lienz). Er entspringt als Gletscherbach am Karleskees im Gschlösskamm der Venedigergruppe und mündet südwestlich der Almsiedlung Innergschlöss von rechts in den Schlatenbach.

## Verlauf
Der Karlesbach entspringt als Abfluss des Karleskees, dessen Schmelzwasser unterhalb des Gletschers einen Gletschersee bildet. Er fließt zunächst in nordnordwestlicher Richtung durch felsige Geröllhalden, wobei er mehrere Arme ausbildet. Nach rund 500 Metern wird sein Verlauf kurz nach Westen abgelenkt, wo er Quellbäche aus dem Karle aufnimmt. Er fließt in der Folge nach Süden, wo er auf die Seitenmoräne des hier 1850 noch vorhandenen Schlatenkees trifft. Auch hier münden weitere Quellbäche aus dem Karle in den Karlesbach. Der Karlesbach fließt in der Folge entlang der Seitenmoräne nach Nordosten, passiert den Salzbodensee und nimmt weitere Quellbäche aus dem Salzboden auf. Am Ende der Seitenmoräne stürzt der Karlesbach in südlicher Richtung über einen Wasserfall zur Mündung in den Schlatenbach.
Das Einzugsgebiet des Karlesbach umfasst im Wesentlichen den Bereich zwischen dem Inneren Knorrkogel im Nordwesten und dem Äußeren Knorrkogel im Nordosten. Zudem zählt die Nordostflanke des Nordwestgrats mit dem sogenannten Karle und Teile des südlich des Äußeren Knorrkogels liegenden Salzbodens zum Einzugsgebiet des Karlesbach. Westlich und südlich des Karlesbach liegt das Einzugsgebiet des Schlatenbach, im Osten befindet sich der Rossebenbach, der Teile des Salzbodens sowie das Knorrkees entwässert.
Der Karlesbach wird im Mittel- und Unterlauf durch den Gletscherweg Innergschlöss sowie den Venediger Höhenweg erschlossen. Er liegt zur Gänze in der Kernzone des Nationalparks Hohe Tauern.